# هما سرشار
هُما سَرشار (بالفارسية: هما سرشار) ( 1946 في شيراز ) كاتبة إيرانية أمريكية وصحفية وناشطة نسوية. كانت كاتبة عمود في مجلة زان ايرز وصحيفة كيهان اليومية بين عامي 1964 و 1978. انتقلت إلى الولايات المتحدة واستقرت في لوس أنجلوس قبل عام واحد من الثورة الإيرانية في عام 1978.

## سيرة مهنية
ولدت هما في شيراز عام 1946 لعائلة يهودية وترعرعت في طهران. درست الأدب الفرنسي في جامعة طهران، وحصلت فيما بعد على درجة الماجستير في الصحافة من كلية أنينبرغ للإتصالات بجامعة جنوب كاليفورنيا . حصلت بعد ذلك على شهادة دكتوراه (HC) في الصحافة من كلية الآداب والعلوم في الجامعة الأمريكية العالمية في لوس أنجلوس. منذ عام 1993 كانت هما مستشارةً موثوقةً من قبل هيومن رايتس ووتش.

### الإنجازات
حصلت هما على العديد من الجوائز في مجال عملها ونشاطاتها النسوية
- وسام الإنجاز الخاص في حقوق المرأة الذي قدمته منظمة المرأة الإيرانية في طهران
- جائزة الصحافة للنساء الإيرانيات المتميزات من قبل موسوعة ايرانيكا
- وسام الشرف لعام 2013 من جزيرة إليس. [1] [2]

## المؤلفات
- كتاب ناو روز ، المجلد. 1-1988
- كتاب ناو روز ، المجلد. 2-1989
- صورة المرأة الإيرانية في الثقافة الإيرانية (محرر) - 1993
- المرأة الإيرانية ، البحوث والفنون (محرر) - 1993
- في الأزقة الخلفية للمنفى ، مجلدين -1993
- المرأة والأسرة في إيران والخارج (محرر) - 1994
- المرأة والسياسة في إيران المعاصرة (محرر) - 1995
- المرأة والجنس والإسلام (محرر) - 1996
- مذكرات شعبان جعفري نااب للنشر (2002)
- Terua: تاريخ اليهود الإيرانيين المعاصرين - المجلد الأول (1996) ، (ردمك 1883819121)
- تاريخ اليهود الإيرانيين المعاصرين - المجلد الثاني ، مركز شفهي لليهود الإيرانيين ؛ الفصل الأول (1996) ، (ردمك 0966129105)
- تاريخ اليهود الإيرانيين المعاصرين - المجلد الثالث ، مركز شفهي لليهود الإيرانيين ؛ طبعة غير مختصرة (1999) ، (ردمك 0966129113)
- تاريخ اليهود الإيرانيين المعاصرين - المجلد الرابع ، مركز الفم اليهودي الإيراني ؛ طبعة غير مختصرة (2000)